# 玛利亚玛达肋纳的皈依
《玛利亚玛达肋纳的皈依》是威尼斯文艺复兴艺术家保罗·委罗内塞的一幅布面油画，这幅画绘制于约1545年至1548年間，由维罗纳一位贵族订制，是他的早期作品。画作富丽堂皇，风格生动。现藏于伦敦国家美术馆。